# John Abruzzi
John Abruzzi, joué par Peter Stormare, est un personnage du feuilleton télévisé Prison Break.
John Abruzzi était un personnage principal du feuilleton avant d'être grièvement blessé dans le treizième épisode de la première saison. Après son retour dans la série six épisodes plus tard, Abruzzi devient un personnage récurrent. Il meurt dans le quatrième épisode de la deuxième saison. Selon une hypothèse, John Abruzzi aurait survécu à la fusillade de Alexander Mahone.

## Biographie de fiction
Né en 1952 de parents inconnus, John Abruzzi a tenu le rôle de patron de la Mafia de Chicago avant d'être incarcéré à Fox River. Il est condamné sur la foi du témoignage d'un de ses employés Otto Fibonacci qui l'a vu ordonner à un autre truand d'assassiner deux hommes. Abruzzi a mis un contrat sur Fibonacci, celui-ci est donc entré dans le programme de protection de témoin du gouvernement, tandis qu'Abruzzi était condamné à cent-vingt ans sans liberté conditionnelle. Michael Scofield a besoin de son aide pour faire évader son frère, Lincoln.

### Derrière les barreaux
Étant l'un des patrons de la mafia de Chicago, Abruzzi apprécie son statut de célébrité parmi les détenus de Fox River. Son statut de truand lui a également permis d'obtenir une certaine autonomie à l'intérieur des murs de la prison, en particulier grâce au capitaine Brad Bellick qui reçoit chaque mois un pot de vin, et dirige donc le travail pénitentiaire. Abruzzi se donne beaucoup de peine pour trouver Fibonacci.
Avant d'être incarcéré volontairement, Michael Scofield s'intéresse au mafieux car celui dirige le travail pénitentiaire auquel fait partie son frère Lincoln Burrows. Il a retrouvé la trace de Fibonacci et le fait savoir à Abruzzi pour que ce dernier le prenne dans son équipe. Michael a en effet besoin du travail pénitentiaire pour son plan d'évasion, celui-ci impliquant nécessairement de creuser un trou dans la salle de repos des gardiens, or celle-ci doit justement être rénovée par une équipe dont les membres seront choisis par Abruzzi. Mais entretemps, le mafieux tente d'obliger Michael à lui dire où se cache Fibonacci, allant jusqu'à lui couper deux des orteils. Il comprend rapidement que Michael ne craquera pas facilement. Il décide de mettre son inimitié de côté et de faire équipe avec lui pour organiser l'évasion. 
Abruzzi aide d'abord Michael à régler son inimitié avec T-Bag en l'envoyant à l'hôpital, et ce dernier rejoindra officiellement l'équipe d'évasion après l'émeute par contrainte. Mais plus tard, l'associé d'Abruzzi, Falzone, ne lui fait plus confiance et lui retire ses fonds, ce qui l'empêche de payer Bellick pour conserver ses privilèges qui seront confiés à un autre prisonnier. Pour aider Abruzzi à retrouver ses privilèges, Michael va tendre un piège à Falzone en lui "donnant" Fibonacci. Ainsi, Abruzzi se réjouit de l'arrestation de son associé et le travail peut reprendre.
Michael ayant estimé qu'ils étaient trop nombreux pour s'évader (C-Note ayant rejoint le groupe), Abruzzi décide d'éliminer T-Bag. Lorsque celui-ci parle du plan d'évasion à son cousin Jimmy, Abruzzi ordonne à l'un de ses hommes à l'extérieur de faire disparaître Jimmy pendant une semaine. Mais l'enlèvement tourne mal, Jimmy et son fils sont tués. Abruzzi est ébranlé par la mort de cet enfant. Il commence à avoir des hallucinations, se tourne vers la religion et décide de finalement épargner T-Bag. Mal lui en prend, le psychopathe lui tranche la gorge. Il est évacué par hélicoptère et transporté d'urgence à l'hôpital. Cela porte un coup terrible au plan de Michael car Abruzzi doit fournir l'avion qui doit leur permettre de s'échapper.
John Abruzzi revient quelques épisodes plus tard à la surprise générale. Il s'est coupé les cheveux et a apparemment changé de mentalité. Devenu extrêmement religieux, il tente de convaincre ses anciens congénères qu'il ne désire plus que le bien et que s'il veut toujours s'évader, ce sera pour une tout autre vie. Cependant, Michael reste sur ses gardes et refuse de lui communiquer l'adresse de Fibonacci. Cet apparent revirement est effectivement une façade, Abruzzi surveille, par l'intermédiaire de Nick Savrinn, Veronica Donovan l'amie de Michael et Lincoln. Il espère l'utiliser comme monnaie d'échange le moment venu. Il finit par s'échapper en compagnie de Michael et des autres détenus.

### Après l'évasion
Pendant leur fuite, T-Bag se méfiant de lui, utilise une paire de menottes dérobée au gardien de l'infirmerie et s'attache à Michael Scofield. Toutefois, John Abruzzi n'hésite pas à prendre une hache et trancher la main de T-Bag pour libérer Michael. Il prend ainsi sa revanche sur le détenu qui avait tenté de le tuer et permet au groupe de continuer sa route sans T-Bag. Mais le groupe principal arrive trop tard à l'aérodrome, puisque l'avion d'Abruzzi a été contraint de s'envoler en urgence sans les fugitifs qui sont contraints de reprendre la fuite à pied.
Le lendemain de l'évasion, John Abruzzi continue d'échapper à pied aux autorités en compagnie des autres fugitifs. Après être étroitement passé devant un train de marchandises pour établir plus de distance entre eux et les forces de l'ordre, les fugitifs sont mis en joue par un chasseur qui les a reconnus. Abruzzi prend l'affaire en main lorsqu'il utilise la fille du chasseur comme otage. Le père fou d'angoisse dépose son arme, permettant ainsi au groupe de dérober sa voiture. Sur la route les menant à Oswego, John Abruzzi se voit reprocher par les autres détenus d'avoir mis en danger la vie de la fillette. Mais le mafieux ne semble pas ému, il a totalement abandonné l'image d'homme nouveau qu'il affichait quelques jours plus tôt. Après avoir récupéré des vêtements de rechange que Michael avait cachés à Oswego et un dernier déjeuner ensemble, les détenus reprennent chacun leur route. Au moment de la séparation, Michael ne lui livre pas Fibonacci, mais lui offre 1$ pour appeler ses associés.
Abruzzi retrouve enfin sa famille et ensemble ils projettent de voyager en cargo jusqu'en Sardaigne. Avant leur départ, Abruzzi apprend qu'Otto Fibonacci est logé dans un motel à proximité de Washington. Malgré les supplications de son épouse, le mafieux décide de régler une fois pour toutes l'affaire Fibonacci. Or, cela s'avère en réalité un piège orchestré par l'agent Alexander Mahone et le FBI afin de l'arrêter. Imperturbable, Abruzzi se dirige avec son arme vers les agents du FBI déployés autour du motel. Refusant de se rendre, il est abattu. C'est le premier des huit évadés de Fox River à voir sa cavale prendre fin.

## Apparitions

### Prison Break saison 1
- Episode 1: La grande évasion
- Episode 2: Allen
- Episode 3: Mise à l’épreuve
- Episode 4: Alchimie
- Episode 5: Le transfert
- Episode 6: Au cœur de l’enfer 1/2
- Episode 7: Au cœur de l’enfer 2/2
- Episode 8: Route 66
- Episode 9: Un homme hors du commun
- Episode 10: Cause perdue
- Episode 11: Un de Trop
- Episode 12: Rédemption
- Episode 13: Au bout du tunnel (cameo)
- Episode 14: Comme un rat (mentionné)
- Episode 16: Les blessures de l’âme (photo)
- Episode 19: La clé
- Episode 20: Sans retour
- Episode 21: Le grand soir
- Episode 22: Les fugitifs

### Prison Break saison 2
- Episode 1: Chasse à l’homme
- Episode 2: Otis
- Episode 4: Association de malfaiteurs
- Episode 5: Plan 1213 (mentionné)
- Episode 15: Entre les lignes (mentionné)
- Episode 16: La fin du voyage (mentionné)
- Episode 18: Dernière chance (mentionné)
- Episode 19: Le chantage (mentionné)
- Episode 21: L’appât du gain (mentionné)

### Prison Break saison 3
- Episode 11: 30 secondes (mentionné)

### Prison Break saison 4
- Episode 15: Les apparences sont trompeuses (photo)

### Prison Break saison 5
- Episode 8: Descendance (mentionné)
- Episode 9: Le dernier plan (la série a repris des flashbacks des prisonniers de Fox River)

### Breakout King saison 1
- Episode 3: l’évadé de Fox River (mentionné)

## Répliques
Association de malfaiteurs (2x04) - (Après que Mahone lui a demandé de se mettre à genoux devant le motel) :
« I kneel only to God. I don't see Him here. »
Traduction : « Je ne m'agenouille que devant Dieu. Là, je Le vois pas. »
La grande évasion (1x01) - (Après que Michael lui demande de l'aide pour l'évasion ) :
« Tu ne m'es d'aucune utilité...  (Michael lui montre une grue en papier) Ah, voilà ce qui me serait utile. Un canard ! »